# Igreja da Unidade
A Igreja da UNIDADE (em inglês: Unity Church) é uma denominação religiosa estadunidense ligada ao movimento espiritual do Novo Pensamento. A Unidade nasceu em 1888, no Missouri, Estados Unidos da América, como Escola de Cristianismo Prático, e busca ser mais uma abordagem metafísica ou filosófica da espiritualidade cristã do que uma nova igreja, voltada especialmente à fé, oração e a cura. A Unidade também ensina que a prosperidade é um direito divino e um resultado produzível pela consciência espiritualizada, tendo influenciado assim -  já que veio antes -, a Teologia da Prosperidade e a Confissão Positiva.  
Seus fundadores foram Charles e Myrtle Fillmore, um casal de americanos do século 19, que alcançou curas milagrosas. Um biógrafo de Myrtle relata que ela contraíra tuberculose na década de 70 do século 19, época em que os médicos lhe deram apenas alguns meses de vida; Charles passara uma infância cheia de enfermidades,uma das quais lhe rendera uma perna ressequida e mais curta, que ele viria a curar com as práticas espirituais da fé que viria a fundar com a esposa. A cura da tuberculose desta foi o que preparou o caminho para a fundação do movimento da Unity. Myrtle, que fora criada em igrejas tradicionais, era uma mulher de fé, embora não ortodoxa em suas convicções. Certa vez foi convidada para assistir uma palestra metafísica em sua cidade, Kansas. O palestrante, um certo E. B. Weeks, representava a escola metafísica fundada por Emma Curtis Hopkins, figura tão influente no ensino da espiritualidade do Novo Pensamento da época, que fora chamada de a “mestra dos mestres”. Durante a palestra, o orador disse a frase que iria mudar pra sempre a vida dos Fillmores e de todos que um dia seguiriam seus ensinamentos. Disse o orador “Eu sou um Filho de Deus, portanto não posso herdar doenças”. Myrtle ouvira durante toda a sua vida que a tuberculose a pegaria um dia; que tratava-se de um mal hereditário e portanto inescapável. Seus ancestrais a haviam tido e ela certamente a teria também. Mas aquele ensino radical ali expresso naqueles termos, soaram para Myrtle como a voz de Deus chamando-a a rever suas percepções espirituais. Para ela então, a harmonia parecia ser sua herança, seu direito divino. Myrtle meditou durantes vários meses sobre aquela palavra, até ver-se finalmente livre da tuberculose. As curas dos Fillmores atraíram a atenção de muitas pessoas, que com sua ajuda e orientação, também se curaram. O círculo de pessoas e suas curas aumentaram tanto que foi necessário fundar um movimento de fé, oração e cura – depois complementado por literatura explicativa que introduziria milhões de pessoas na doutrina universalista da Unidade. E o movimento se espalhou por toda a América, tornando a Unidade até hoje maior denominação do Novo pensamento no mundo
, contando com centenas de igrejas, centros e grupos de estudos, sobretudo nos Estados Unidos.
A Unidade não se atém às diferenças teológicas que existem entre as igrejas cristãs para abrir e garantir o seu espaço. Isto quer dizer que embora tenha sua doutrina bem definida, não entra em polêmica com outras abordagens cristãs a fim de desacreditá-las.
Alguns dos seus pontos fundamentais ensinam::
- a) Que Deus é Espírito, Onisciente, Onipotente e Onipresente:
- b) Que o Reino de Deus está dentro de cada ser humano, conforme ensinaram Jesus e vários outros mestres;
- c) Que a verdadeira natureza do ser humano é divina, pois é a obra ideal de Deus, criada à Sua imagem e semelhança:
- d) Que o erro (e não o pecado, como preferem alguns) é um produto da ignorância e deve ser dissolvido pelo conhecimento da verdade e pela fé, a fim de recuperarmos nossa harmonia e integralidade, numa vida conduzida pela graça, amor e alegria.

A Literatura da Unidade
A literatura da Unidade em inglês é bastante vasta. São muitos títulos editados desde os clássicos do seu co-fundador Charles Fillmore (disponíveis on line para download apenas em inglês) até autores em plena atividade hoje, como por exemplo Catherine Ponder, autora do Best-seller As Leis Dinâmicas da Prosperidade. A revistinha Daily Word, iniciada em 1924 – editada no Brasil e distribuída também em Portugal sob o nome de “Leitura Diária”, tem uma produção mensal de mais de 600.000 cópias em inglês, e traz artigos e meditações positivas para cada um dos dias do mês. Bastante popular também é o ministério de oração ininterrupta da Unidade. As pessoas ligam ou escrevem pedindo preces, e seus nomes são imediatamente incluídos numa lista de oração que recebe a atenção de voluntários que se revezam 24 horas por dia, meditando e irradiando amor para o solicitante por 30 dias. São inumeráveis as cartas que a Unidade recebe de testemunhos de cura vivenciados pelos que contataram a Unidade Silenciosa. O objetivo do Cristianismo Prático, ensinado e vivido pela Unidade é, também, a redenção psicológica e mental do ser humano, visto que, segundo sua doutrina, a alma não necessita de salvação, por ser de essência divina. Sua doutrina busca uma vivência da felicidade a que todos têm direito no momento presente, uma vez que busquem reformar seus pensamentos e redimir suas nossas mentes dos pensamentos negativos, das culpas pelo passado e dos muitos medos que a tantos assombram. Redimir, nesse contexto, é reconduzir a um estado de concordância ou de reconciliação. É a harmonia da mente do homem com a Mente Divina, através da Superconsciência ou Mente Crística que, segundo a Unidade, todos nós compartilhamos, que é nossa natureza real – a marca de nossa filiação divina. Aqueles que vieram a conhecer e praticar o Cristianismo – interpretado em espírito e verdade - não deveriam continuar sofrendo os resultados da “queda” (queda essa que representa o momento individual em que alguém aceitou uma crença na dualidade, de que há o bem e o mal, de que há Deus e o seu oposto – o diabo – de que há algo fora de nós nos impedindo de vivermos a felicidade. A Unidade é a igreja metafísica com uma identificação muito grande com o Cristianismo. A figura de Jesus é central em seu ensinamento. Há muitas referências a Jesus, além da interpretação de várias passagens e ensinos da Bíblia. Porém, o enfoque aos textos “sagrados” é a chamada visão metafísica, que consiste numa releitura esotérica, de aplicação pessoal do ensinamento bíblico, sempre visando um conhecimento que promova a união mística do eu individual com o Eu Crístico, ou a presença de Deus da qual toda a humanidade participa. Não há, nesta abordagem, uma tentativa de defender custe o que custar a infalibilidade da Bíblia, no seu sentido literal. Os livros da Unidade estão repletos de termos conhecidos pelos freqüentadores de igrejas tradicionais, embora usados num sentido claramente diverso. A Unidade também ensina a reencarnação como meio de atingir a perfeição e união com Deus. Isso não quer dizer que imponha essa crença a todos que venham a conhecê-la, já que não faz parte das bases centrais do ensinamento. O próprio Fillmore admitia esta crença, embora frisasse seu direito de modifica-la quando o sentisse. Para o Cristianismo Prático (outro nome com que a Unidade é conhecida), Jesus Cristo não é um homem de limitações, mas Aquele que manifesta os atributos de Deus, nosso eterno Pai-Mãe. Há nele, portanto, muito mais do que o que chamamos de personalidade: é a expressão divina plena, que venceu todas as limitações exemplificando assim o que pode realizar aquele que atingir um estado de fé e amor semelhante ao que ele atingiu. Mais do que uma grande exceção, ele é visto como o grande modelo. A Unidade o vê, portanto, não como um Deus a ser louvado, e sim como um exemplo a ser seguido, o exemplo de um irmão mais velho – um Mestre - que se alegra nas conquistas de toda a filiação divina representada pela humanidade, que só não manifesta esta mesma glória por ignorar sua condição de filhos de Deus. O mesmo espírito poderoso, amoroso e abundante que havia em Jesus está presente em cada pessoa,  potencialmente, como o nosso próprio Cristo Interior.
Igreja da Unidade no Brasil
A igreja da Unidade funciona num endereço no Pacaembu, bairro de São Paulo, sob o nome de Associação Unidade de Cristianismo, trazida ao Brasil por Edmundo Teixeira e sua esposa Sra. Maria Seda. Juntos traduziram obras de Charles Fillmore, além de dezenas de folhetos da Unity, disponíveis para venda no local. Posteriormente, no final da década de 90, um grupo ligado a uma organização independente da Unidade nos Estados Unidos, mas que seguia a mesma linha espiritual, formou-se em São Paulo, primeiro em Guarulhos, depois no Jardim Helena, e finalmente na Praça da Árvore, onde funcionou por mais alguns meses entre o ano 2002 e 2003. Posteriormente, contudo, este último grupo associou-se mais a um estudo do livro canalizado Um Curso em Milagres, que também parou de funcionar poucos meses depois. No Brasil, o grupo independente não prosperou tal como nos Estados Unidos, talvez pelas peculiaridades dos ensinos da Unidade que traziam aspectos nitidamente pertencentes à cultura americana (por exemplo, sua ênfase na prosperidade material como resultado da vivência espiritual).
Livros de ministros da Unidade publicados em português
De Catherine Ponder
(A ministra Ponder é considerada uma instrutora espiritual mais voltada à noção de prosperidade.)
As leis dinâmicas da prosperidade - Ibrasa
As leis dinâmicas da oração – Novo século
Abra sua mente para receber  - Pensamento
Ouse Prosperar - Agape
As Leis Dinâmicas da Cura - Vida & Consciência
Os segredos da cura de todos os tempos - Vida & Consciência
O poder próspero da oração - Agape
O milionário Josué - Agape
Os milionários do Gênesis - Agape
O poder próspero do Amor - Novo Século
O milionário José - Novo Século
O Segredo da Prosperidade Ilimitada - Novo Século
De Eric Butterworth
Descobrindo o seu poder interior – Editora Record/Nova Era
O chamado do Universo - Record/Nova Era
De Donald Curtis
Deixe o Céu Acontecer - Siciliano (esgotado)
Publicados pela Associação Unidade de Cristianismo
Lições Sobre a Verdade – H. Emilie Cady – (livro básico do ensinamento da Unidade)
Como Usei a Verdade – H. Emilie Cady
Lições Elementares sobre vida christã e cura – Annie Rix Militz
Tende Bom ânimo – Frank B. Whitney
Os Dez mandamentos da prosperidade - Georgiana Tree West 
Remédios Divinos – Theodosia Dewitt Schubert
Como Deixar que Deus o ajude – Myrtle Fillmore
Dezenas de folhetos de May Rowland, Sig Paulson, Charles Fillmore, Sue Sikking e muitos outros. 